# Basananthe merolae
Basananthe merolae là một loài thực vật có hoa trong họ Lạc tiên. Loài này được Raimondo & Moggi mô tả khoa học đầu tiên năm 1981-1982 publ. 1985.